# Persecución de Diocleciano

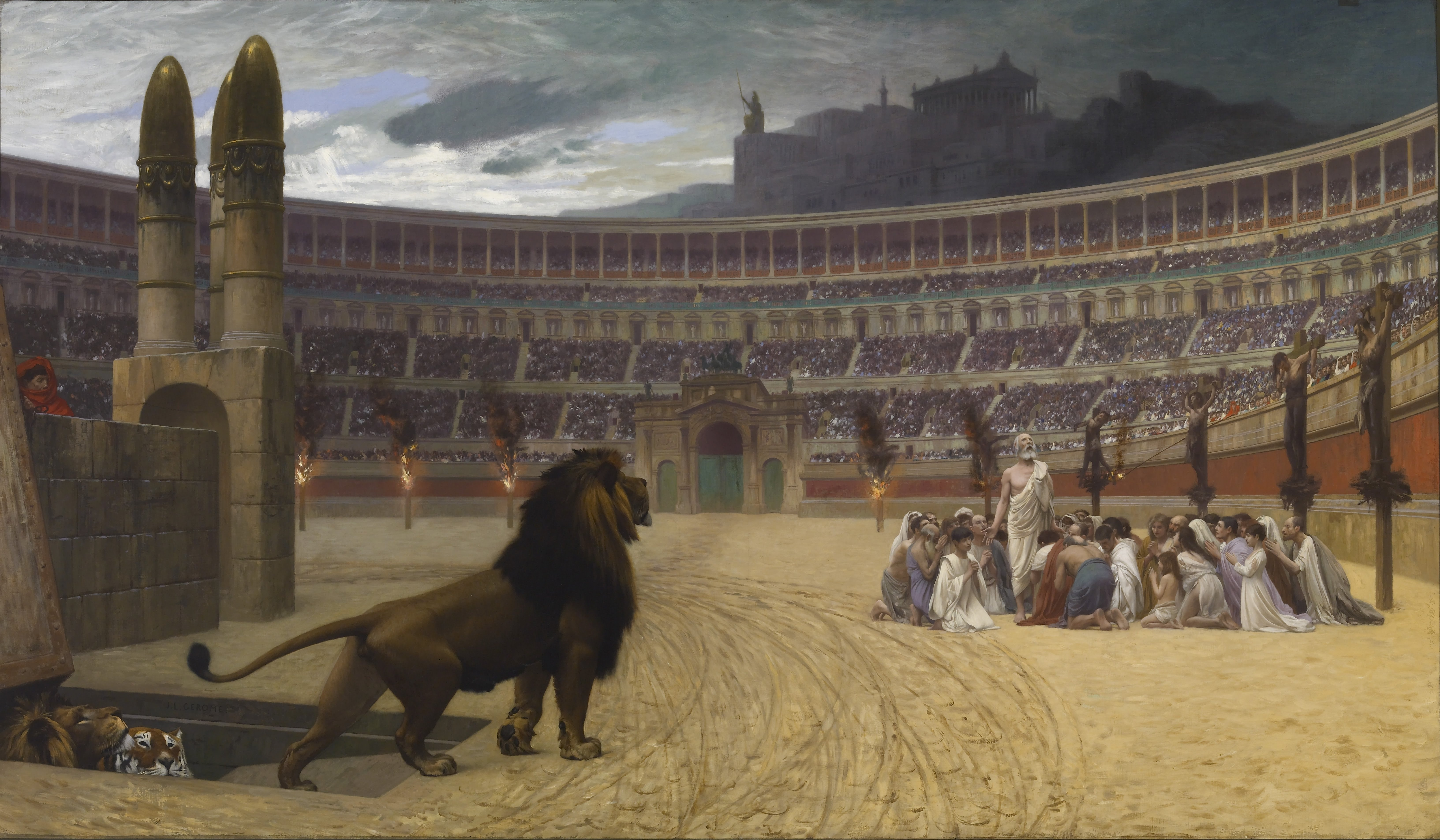
La última oración de los mártires cristianos, por Jean-Léon Gérôme (1883). La persecución de Diocleciano, que fue la más violenta de todas, tenía el único fin de frenar la rápida expansión del cristianismo.

La persecución de Diocleciano, también llamada «Gran Persecución», fue la última y quizá más sangrienta persecución a cristianos en el Imperio romano, ocurrida entre los años 303 y 313. En 303, la tetrarquía formada por los augusti Diocleciano y Maximiano y los césares Galerio y Constancio emitió una serie de edictos que abolían los derechos legales de los cristianos y exigían a la vez que cumplieran con las prácticas religiosas tradicionales. Edictos posteriores se enfocaron en el clero y demandaban sacrificios universales, ordenando a todos los habitantes realizar sacrificios a los dioses. La persecución varió en intensidad a lo largo del imperio —las represiones más débiles se presentaron en Galia y Britania, donde únicamente se aplicó el primer edicto, mientras que las más violentas se dieron en las provincias orientales—. Aunque las leyes persecutorias serían anuladas por diferentes emperadores en distintas épocas, pero el Edicto de Milán (313) de Constantino y Licinio ha marcado tradicionalmente el fin de la persecución a los cristianos.

## Introducción
Los cristianos habían sido objeto de discriminación a nivel local en el Imperio, aunque los primeros emperadores se mostraron reacios a la posibilidad de formular leyes directamente contra ellos. No obstante, desde el principio el propio cristianismo había sido visto como una amenaza para las tradiciones del Imperio romano. De igual forma, los cristianos eran vistos como parte de una «sociedad secreta», de la cual siempre se sospechaba y, por estrictas razones, era mantenida al margen de la sociedad. A pesar de esto, en los dos primeros siglos de la era cristiana, ningún emperador emitió leyes contra la fe o su Iglesia. Durante este periodo, la mayoría de las persecuciones realizadas hacia estos fueron hechas por funcionarios del gobierno local. Para un imperio de una vasta extensión que integraba pueblos muy diversos, los cristianos podían aparecer como una amenaza, puesto que rechazaban los festejos públicos, se negaban a participar en el culto imperial, recelaban de los cargos públicos y eran abiertamente críticos con las religiones tradicionales, despertando más la desconfianza del propio Diocleciano. Hacia la década de 250, durante los reinados de Decio y Valeriano, comenzaron a aprobarse determinadas leyes contra la práctica del cristianismo. Este tipo de legislación obligaba a los cristianos a realizar sacrificios a los dioses paganos (acción vedada por su religión), o de lo contrario, afrontar la prisión y la pena de muerte. Al subir al trono Galieno en 260, este ordenó por decreto un cese temporal a la persecución. Tras la llegada al trono de Diocleciano en 284 se produjo un cambio gradual en la actitud oficial hacia las minorías religiosas; en los primeros quince años de su reinado, Diocleciano purgó el ejército de cristianos, condenó a los maniqueos a muerte y se rodeó de oponentes públicos a la cristiandad. La preferencia de Diocleciano por un gobierno firme, combinada con la imagen de restaurador del pasado glorioso de Roma que quiso transmitir, propició la más profunda persecución en la historia de Roma. Hacia el año 302 Galerio, pagano devoto, presionó a Diocleciano para empezar una persecución general de los cristianos. Tras consultar al oráculo de Apolo, su respuesta fue entendida como un apoyo a la posición de Galerio y en 303 se inició la persecución generalizada.
La persecución, en un principio planeada por una autoridad suprema imperial, llevó a la promulgación de cuatro edictos sucesivos que marcaron el ritmo y las acciones emprendidas en contra de la Iglesia. Asimismo, el rigor con que cada una de estas medidas fueron aplicadas, varió en intensidad a lo largo del Imperio, con un grado mayor en los territorios orientales, gobernados por Diocleciano y Galerio, y menor en los gobernados por Constancio. Su hijo Constantino, al ser proclamado augusto en 306, finalizó las persecuciones en los territorios bajo su mando y ofreció a los cristianos la restitución completa de todo lo perdido. Ese mismo año, en Italia, el usurpador Majencio desplazó al sucesor de Maximiano, Severo, prometiendo una total tolerancia religiosa. Galerio dio por finalizada la persecución en Oriente en 311, pero fue reanudada en Egipto, Palestina y Asia Menor por su sucesor, Maximino. Constantino y Licinio, el sucesor de Severo, firmaron el «Edicto de Milán» en 313, que ofrecía una aceptación más profunda y comprensiva del cristianismo de lo que proponía el edicto de Galerio. Cuando Licinio derrotó a Maximino en 313 terminó definitivamente la persecución en Oriente.
La persecución no consiguió detener el crecimiento de la iglesia cristiana. En 324, Constantino era el único gobernante del Imperio y el cristianismo se había convertido en su religión predilecta. Aunque la persecución tuvo como resultado la muerte —de acuerdo con estimaciones actuales— de 3000 a 3500 cristianos, así como la tortura, encarcelamiento o destierro de muchos otros, la mayoría de los cristianos eludieron el castigo. La persecución causó, sin embargo, que muchas iglesias se dividiesen entre aquellos que habían cumplido con las imposiciones imperiales (los «traditores»), y aquellos que se habían mantenido «puros». Algunos cismas, como el de los Donatistas en el norte de África (que no se reconciliaron con la iglesia católica hasta después de 411) y los Melecianos en Egipto, persistieron largo tiempo tras las persecuciones. En los siglos posteriores, algunos cristianos crearon un «culto a los mártires» y exageraron las barbaridades de la era de las persecuciones. Estos relatos fueron criticados desde la época de la Ilustración y posteriormente, de forma notable, por Edward Gibbon. Historiadores modernos, como Geoffrey de Ste. Croix, han intentado determinar si las fuentes cristianas exageraron el alcance de la persecución de Diocleciano.

## Contexto y antecedentes

### Primeras persecuciones
Antes de su legalización en el Imperio romano, los seguidores del cristianismo eran vistos como los miembros de una «sociedad secreta» marginados de la vida pública que usaban un código privado para comunicarse entre sí. Su mala reputación habría de mantenerse durante los dos primeros siglos de la doctrina, período en el que se desató una hostilidad colectiva hacia ellos que sentó el precedente de sus primeras persecuciones. Es posible datar el comienzo de estos sucesos al año 112, cuando ciudadanos romanos presentaron sus denuncias de forma anónima a Plinio, el gobernador de Bitinia y Ponto, que las ignoró por recomendación del emperador Trajano. Algunas décadas después, las autoridades de Lyon detuvieron en 177 a una horda pagana que sacaba a los cristianos de sus casas para lincharlos.
Para los seguidores de los cultos tradicionales, los cristianos eran como «criaturas extrañas» que no eran lo suficientemente «romanos» pero tampoco del todo «bárbaros». Esta noción se reforzaba todavía más con ciertas acciones como su rechazo a las antiguas tradiciones, al culto imperial, a los festivales o a tomar parte en los cargos públicos. Al ignorar las prácticas de la religión tradicional romana, prácticamente se deslindaron de un elemento importante del tejido social. Adicionalmente las conversiones tenían un impacto negativo en los vínculos familiares de los romanos, y podían llevar a que un pagano denunciara a su esposa cristiana, o a que una familia despojara de su herencia a sus hijos por convertirse al cristianismo, por citar algunos ejemplos. De acuerdo con Tácito, los cristianos mostraban «odio hacia la raza humana» (odium generis humani), en tanto que los más crédulos creían que estos usaban magia negra con fines revolucionarios, y que practicaban el incesto y el canibalismo.

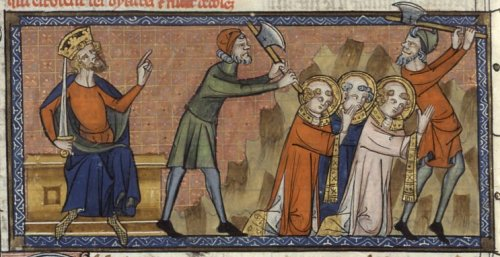
Ilustración que representa el martirio de Sixto II durante la persecución de Valeriano a finales de los años 250.

Pese al descontento de las masas, ningún emperador emitió leyes contra la iglesia cristiana durante sus primeros doscientos años de existencia, y las persecuciones que se realizaron en esta época se llevaron a cabo bajo ciertas jurisdicciones locales. Aquí pueden citarse las acciones llevadas a cabo por el gobernador Plinio, en Bitinia y Ponto; y los hostigamientos religiosos en Esmirna, Lyon y Escilio en 156, 177 y 180, cuya responsabilidad recayó en el gobernador de la provincia —en el caso de Lyon— y en el procónsul —en el par de ciudades restantes—. Cabe aclarar que la ejecución de cristianos ordenada por el emperador Nerón, por su supuesta implicación en el incendio del año 64, se trató de un asunto local que no tuvo repercusión más allá de los límites de Roma. Si bien estas primeras persecuciones se caracterizaron por la violencia, al mismo tiempo resultaron esporádicas, breves y limitadas, por lo que no representaron una amenaza para el cristianismo en general. No obstante, sus seguidores se volvieron más conscientes del riesgo que suponía la coerción del Estado al permitir este tipo de actos.
Los emperadores adoptaron un rol más hostil hacia el cristianismo a partir del siglo III, cuando sus seguidores ya habían dejado de ser ese «grupo [de clase] baja que fomentaba el descontento» en la población e inclusive algunos ya contaban con riquezas y pertenecían a la clase alta, tal y como lo describió el erudito Orígenes, en el año 248, al referirse a una «multitud de personas que se convertían a la fe [cristiana], incluso hombres ricos y personas con posiciones honorables, [así como] damas de alto refinamiento y linaje». Septimio Severo, Maximino el Tracio y Decio promovieron acciones para censurar el cristianismo, tales como la difusión de un rescripto de prohibición y el arresto y ejecución de algunos de sus líderes, entre los cuales se encontraban los obispos de Roma y Antioquía, Fabián y Babilas, respectivamente, así como de otros seguidores como Pionio de Esmirna, y Orígenes.
Si bien la persecución de Decio tuvo serias repercusiones para el cristianismo —por ejemplo, se produjo una apostasía masiva en Cartago, mientras que el obispo Euctemon incitó a sus feligreses en Esmirna a sacrificarse junto con él—, la repentina muerte de Decio durante una batalla en junio de 251 puso fin temporalmente al asedio religioso. Su amigo, Valeriano, retomó las persecuciones seis años después mediante un par de edictos que condenaron a los cristianos primeramente al exilio y luego a la pena de muerte. No fue sino hasta mediados de 260 que el hijo de Valeriano, Galieno, dejó de lado las persecuciones y marcó el inicio de una «pequeña paz de la Iglesia» que habría de extenderse, durante las siguientes cuatro décadas, hasta el reinado de Diocleciano.

### La ideología de la tetrarquía
Uno de los primeros objetivos de Diocleciano al acceder al trono en noviembre de 284 fue promover un «resurgimiento religioso» del culto tradicional romano, del cual era un fiel devoto, especialmente de las antiguas deidades olímpicas. De acuerdo con el panegírico a Maximiano, nombrado coemperador por Diocleciano en 285: «Has colmado a los dioses con altares y estatuas, [y] templos y ofrendas, que has dedicado con tu propio nombre e imagen, [y] cuya santidad aumenta con el ejemplo que das de veneración a los dioses. Seguramente, los hombres entienden ahora qué poder reside en los dioses, cuando los adoras con tanto fervor». Diocleciano y Maximiano se asociaron con Júpiter y Hércules, respectivamente, un vínculo que habría de fortalecer el culto tradicional así como la legitimación de las demandas de poder del gobernante en curso.
Como resultado de lo anterior Júpiter y Hércules empezaron a acaparar la iconografía imperial, aunque la intención de Diocleciano era que se rindiera un mayor culto a aquellos dioses que sentía que podían brindar una mayor protección al imperio, en vez de continuar recurriendo a las deidades locales de cada provincia. Para esto mandó construir templos dedicados a Isis y Serapis en Roma, y a Sol en Italia, mientras que en África intentó reforzar la devoción a Mercurio, Apolo y al culto imperial. En contraste, se redujo la veneración a Saturno —el Baal Hammon romano—, y se ignoraron las deidades egipcias y la escritura jeroglífica.
La ideología de Diocleciano se extendió activamente a todos los aspectos de la vida pública romana: desde la acuñación hasta la arquitectura, el autoproclamado «restaurador» de la «era dorada de Roma» buscó el fortalecimiento de las antiguas costumbres y de los valores tradicionales, para lo cual se apoyó en una tetrarquía, al considerar que el poder de un gobierno central podía tener una repercusión más profunda en la moral y la sociedad. Lo anterior se desvió notablemente del statu quo impuesto por sus predecesores, que solían alinearse a los modelos administrativos ya existentes y eran más cautos en sus acciones como regentes.
Dadas las circunstancias, la posición de los cristianos y los judíos en el régimen de Diocleciano era incierta, aunque estos últimos gozaban de una cierta «tolerancia imperial» debido a la antigüedad de su doctrina, lo cual les permitió salir indemnes de la persecución de Decio y de las amenazas de la tetrarquía. Por otra parte, el cristianismo era relativamente «nuevo y desconocido», y sus seguidores querían apartarse de su herencia judía.
Además de la persecución, la tetrarquía empleó otros recursos para imponer su moral en la sociedad. Por ejemplo, en 295 promulgó un edicto en Damasco para proscribir los matrimonios incestuosos y enfatizar la supremacía de las leyes romanas sobre la jurisdicción local. El preámbulo del documento señalaba que era responsabilidad del emperador hace cumplir los preceptos sagrado de la legislación romana, pues «los dioses inmortales favorecerán y estarán en paz con Roma [...] si nos hemos asegurado de que todos los sujetos bajo nuestra autoridad lleven una vida piadosa, religiosa, pacífica y casta en todos los aspectos».

### Apoyo público

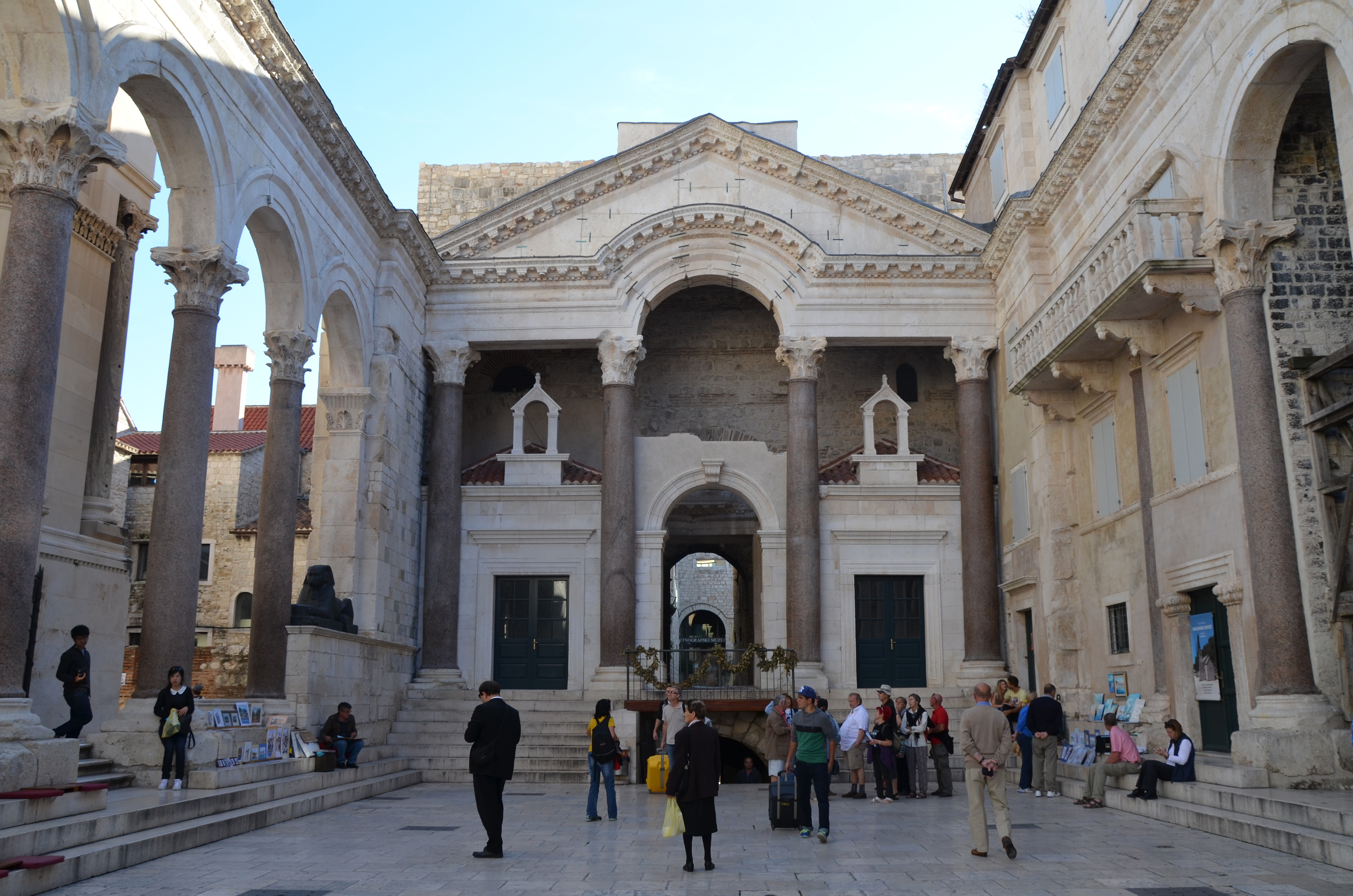
Vista del palacio de Diocleciano.

A partir del año 260 se observó un rápido crecimiento de las comunidades cristianas en varios sectores del imperio, propiciado primordialmente por la paz durante el gobierno de Galieno. Si bien existen escasas fuentes para corroborar la cantidad de cristianos existentes en ese período, se considera que habían aumentado de 1,1 millones en 250 a 6 millones en el año 300 —equivalente al 10 % de la población del imperio romano—, de acuerdo con estimaciones de la historiadora y socióloga Keith Hopkins. Para finales del siglo III la iglesia cristiana ya se había consolidado en algunas de las mayores ciudades de la Antigua Roma, e inclusive tenía una notable presencia en las zonas rurales, entre las cuales puede mencionarse la iglesia de Nicomedia edificada sobre una colina con vistas al palacio imperial. La influencia de los cristianos era tal en ciertas regiones, como el norte de África y Egipto, que era evidente la pérdida de credibilidad de las deidades tradicionales en favor del cristianismo.
Se desconoce el apoyo que se dio entre la aristocracia a las persecuciones. Después de la paz de Galieno, los cristianos alcanzaron altos cargos en el gobierno romano. El propio Diocleciano eligió a varios cristianos para asumir destacados puestos gubernamentales, y su esposa e hija puede que simpatizaran con la Iglesia. Hubo muchos que deseaban ser mártires, así como numerosos gobernadores provinciales dispuestos a ignorar cualquier edicto persecutorio de los emperadores. El mismo Constancio era conocido por desaprobar las políticas de persecución. Las clases bajas tampoco demostraron el entusiasmo que habían mostrado durante persecuciones anteriores, y ya no creían en las acusaciones calumniosas que fueron tan populares en los siglos I y II. Quizá, como sugiere el historiador Timothy Barnes, porque para entonces la Iglesia ya había sido aceptada como otra parte de sus vidas.
Por otro lado, entre los más altos cargos de la administración imperial hubo hombres que eran ideológicamente opuestos a la tolerancia hacia los cristianos, como el filósofo Porfirio de Tiro y el gobernador de Bitinia, Sosiano Hierocles. Para E. R. Dodds, los trabajos de estos hombres demostraron «la alianza de los intelectuales paganos con el orden establecido». Hierocles consideraba que las creencias cristianas eran absurdas: si los cristianos aplicasen sus propios principios de modo consistente, rezarían a Apolonio de Tiana en lugar de Jesús. Los milagros de Apolonio habían sido mucho más impresionantes y Apolonio nunca tuvo la temeridad de autoproclamarse «Dios». Las escrituras estaban llenas de «mentiras y contradicciones»; Pedro y Pablo habían propagado solamente falsedades. A comienzos del siglo IV, un filósofo no identificado publicó un panfleto atacando a los cristianos. Este personaje, que pudo haber sido un discípulo del neoplatónico Jámblico, solía ser invitado a cenar en la corte imperial. El propio Diocleciano estaba rodeado de una camarilla de anticristianos.
Porfirio tuvo cierta contención en su crítica del cristianismo, al menos en sus primeras obras, Sobre el retorno del alma y Filosofía de los oráculos. Tenía pocas quejas acerca de Jesús, a quien elogió como un individuo santo y un hombre «humilde». A los seguidores de Cristo, sin embargo, los tildaba de «arrogantes». Alrededor de 290, Porfirio escribió una obra de quince volúmenes titulada Contra los cristianos. En la obra expresaba su conmoción por la rápida expansión del cristianismo. También revisó sus opiniones anteriores sobre Jesús y cuestionó la exclusión que hacía a los ricos de la posibilidad de entrar en el Reino de los Cielos, y su permisividad con respecto a los demonios que residen en los cuerpos de los cerdos. Al igual que Hierocles, comparó desfavorablemente a Jesús con Apolonio de Tiana. Además, sostuvo que los cristianos blasfemaban al adorar a un ser humano y no al Dios Supremo, y que cometían un acto de traición prohibiendo la práctica del tradicional culto romano: «¿Qué tipo de castigo no deberíamos aplicar, en justicia, a quienes son prófugos de las costumbres de sus padres?».
Los sacerdotes paganos también estaban interesados en que se suprimiera toda amenaza a la religión tradicional. El cristiano Arnobio, que escribió durante el reinado de Diocleciano, atribuía razones financieras a los prestatarios de servicios paganos:

Los augures, los intérpretes de sueños, los adivinos, los profetas y sus fervientes seguidores, siempre vanos... por temor a que sus propias artes se redujeran a nada, y para que pudieran extorsionar las escasas contribuciones de los devotos, ahora pocos e infrecuentes, gritan alto: «Los dioses están desatendidos, y en los templos hay ahora una presencia muy escasa. Las antiguas ceremonias están expuestas a la burla, y a largos tiempos honrando ritos de instituciones antes sagradas que desaparecen bajo las supersticiones de nuevas religiones».

Creían que la presencia de los cristianos perturbaba sus ceremonias; se pensaba que nublaban la vista de los oráculos y entorpecían el reconocimiento de los dioses a sus sacrificios.

## Primeras persecuciones

### Cristianos en el ejército

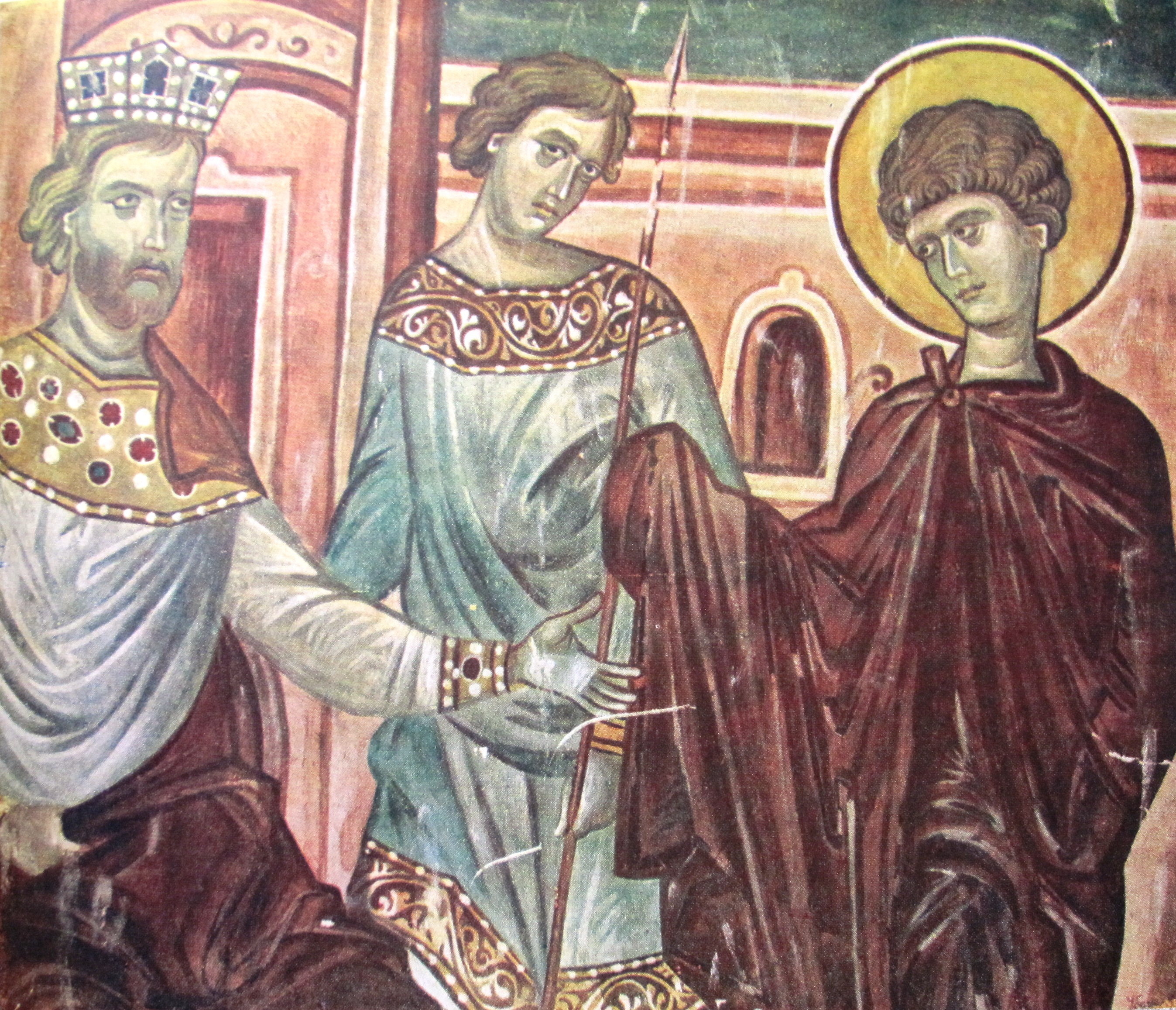
San Jorge ante Diocleciano. Se trata de un mural que data del siglo XIV, ubicado en el monasterio de Ubisi, región de Imericia, Georgia. La tradición cristiana coloca el martirio de Jorge, un oficial del ejército romano, en el reinado de Diocleciano.

Al concluir las guerras persas en 299, los coemperadores Diocleciano y Galerio viajaron de Persia a la ciudad de Antioquía, en la provincia romana de Siria. Lactancio cuenta que en Antioquía, en algún momento de 299, los emperadores realizaron sacrificios y adivinaciones como intento de predecir el futuro. Los arúspices, lectores de augurios en animales sacrificados, fueron incapaces de obtener una lectura clara y siguieron fallando después de varios intentos. El maestro arúspice finalmente concluyó que este fallo se debía a las interrupciones en el proceso ocasionadas por hombres profanos. Se había observado que algunos cristianos en la casa imperial habían realizado la señal de la cruz durante dichas ceremonias, por lo que fueron culpados de haber interrumpido la adivinación de los arúspices. Diocleciano, enfurecido por estos acontecimientos, declaró que todos los miembros de la corte debían realizar un sacrificio por sí mismos. Diocleciano y Galerio enviaron cartas a los mandos militares, exigiendo que todo el ejército realizase sacrificios, bajo pena de expulsión. Dado que no hay notas sobre derramamiento de sangre en la narración de Lactancio, los cristianos de la corte imperial debieron haber sobrevivido a estos acontecimientos.
Eusebio de Cesarea, un historiador eclesiástico de la época, cuenta una historia similar: a los comandantes se les ordenó darle a sus tropas a elegir entre el sacrificio o la pérdida de rango. Las condiciones resultaban duras —un soldado perdería su carrera en el ejército, su pensión estatal y sus ahorros personales— pero no fatales. Según Eusebio, la purga tuvo un éxito considerable, aunque se equivoca en los aspectos técnicos de los hechos y su caracterización del alcance de la apostasía resulta ambiguo. Eusebio atribuye también la iniciativa de la purga a Galerio, más que a Diocleciano.
El historiador Peter Davies supone que Eusebio se refiere al mismo acto que Lactancio, pero que tuvo conocimiento de los hechos a través de rumores y no sabía nada de la discusión suscitada durante la ceremonia religiosa privada del emperador, a la cual Lactancio tuvo acceso. Dado que fue el ejército de Galerio el purgado —Diocleciano había dejado el suyo en Egipto para sofocar una revuelta—, los antioqueños habrían creído comprensiblemente que Galerio era el instigador. El historiador David Woods opina, en cambio, que Eusebio y Lactancio se referían a dos hechos completamente distintos. Según él, Eusebio describe los comienzos de la purga del ejército en Palestina, mientras que Lactancio relata sucesos acaecidos en la corte. Woods afirma además que el pasaje en la Crónica de Eusebio fue corrompido en su traducción al latín y que el texto de Eusebio situaba originalmente los inicios de la persecución del ejército en un fuerte radicado en Betthorus (hoy en día Al-Lejjon, Jordania).
Eusebio, Lactancio y Constantino coinciden en alegar que Galerio fue el principal impulsor de la purga militar, así como su mayor beneficiario. Diocleciano, a pesar de su conservadurismo religioso, todavía tendía a la tolerancia religiosa. Galerio, sin embargo, era un pagano devoto y apasionado. De acuerdo a las fuentes cristianas, él era el principal defensor de la persecución. Además deseaba explotar esta postura en su propio beneficio político. Siendo el emperador de menor rango, Galerio siempre era listado el último en documentos imperiales. De hecho, hasta la conclusión de la guerra persa en 299, no obtuvo su propio gran palacio. Lactancio constata que Galerio estaba ansioso por alcanzar un rango más alto en la jerarquía imperial. La madre de Galerio, Rómula, era una enconada anticristiana; había sido sacerdotisa pagana en Dacia y odiaba a los cristianos porque estos evitaban acudir a sus festivales. Prestigioso e influyente tras sus victorias en las guerras persas, Galerio podría haber deseado compensar su humillación previa en Antioquía, cuando Diocleciano le obligó a caminar delante de la caravana imperial, en lugar de dentro de la misma. Su resentimiento alimentó su descontento hacia las políticas oficiales de tolerancia; desde 302, es probable que instase a Diocleciano a promulgar una ley general contra los cristianos. Dado que Diocleciano ya estaba rodeado por una camarilla de consejeros anticristianos, sus sugerencias debieron verse muy fortalecidas.

### Persecución maniquea
La situación se calmó tras la persecución inicial. Durante los tres años siguientes Diocleciano permaneció en Antioquía. Visitó Egipto una vez, durante el invierno de 301-302, donde comenzó el reparto de grano en Alejandría. Durante su estancia, algunos maniqueos, seguidores del profeta Mani, fueron denunciados en presencia del procónsul de África. El 31 de marzo del año 302, en un rescripto de Alejandría, Diocleciano ordenó, después de consultarlo con el procónsul de Egipto, que los líderes maniqueos fueran quemados vivos junto con sus escrituras. Esta fue la primera vez que una persecución imperial implicaba la destrucción de textos sagrados. Los maniqueos de bajo estatus social debían ser ejecutados; aquellos de alto estatus social debían ser enviados a trabajar en las canteras de Proconeso (Isla de Mármara) o en las minas de Panéa. Toda propiedad maniquea debía ser confiscada y depositada en la tesorería imperial.
Diocleciano encontró mucho de lo que ofenderse en la religión maniquea. Su defensa de los cultos romanos tradicionales lo impulsó a utilizar el lenguaje del fervor religioso. El procónsul de África envió a Diocleciano un ansioso informe sobre los maniqueos. A finales de marzo de 302, Diocleciano respondió: los maniqueos «han establecido nuevas y hasta ahora desconocidas sectas en oposición a los credos antiguos para poder expulsar las doctrinas que nos han sido concedidas en el pasado por el favor divino, en beneficio de su propia depravada doctrina». Continuó diciendo: «[...] nuestro temor es que con el paso del tiempo, ellos procurarán... infectar... todo nuestro imperio... como con el veneno de una serpiente maligna». «Las religiones antiguas no deben ser criticadas por las nuevas y de última moda», escribió. Los cristianos del imperio eran vulnerables a la misma línea de pensamiento.

### Diocleciano y Galerio, 302–303
Diocleciano estaba en Antioquía en el otoño de 302 cuando tuvo lugar la siguiente fase de la persecución. El diácono Román de Antioquía visitó la corte mientras se efectuaban sacrificios preliminares e interrumpió la ceremonia, denunciando el acto en voz alta. Fue arrestado y condenado a la hoguera, pero Diocleciano revocó la decisión y ordenó, en cambio, que se le cortara la lengua. Román fue ejecutado el 17 de noviembre de 303. La audacia de este cristiano disgustó a Diocleciano, quien salió de la ciudad y se dirigió a Nicomedia para pasar el invierno acompañado de Galerio.
A través de los años, el didactismo religioso y moral de los emperadores iba alcanzando niveles febriles; a instancias de un oráculo, llegaría a su punto culminante. Según Lactancio, mientras se encontraba en Nicomedia en 302 Diocleciano y Galerio entraron en una discusión acerca de qué política imperial debían tomar con respecto a los cristianos. Diocleciano argumentó que vetar a los cristianos la participación en la burocracia y el ejército bastaría para apaciguar a los dioses, mientras que Galerio buscaba su exterminio. Trataron de resolver su disputa enviando un mensajero para consultar al oráculo de Apolo en Dídima. Porfirio también pudo haber estado presente en esta reunión. A su regreso, el mensajero le dijo a la corte que «los justos en la tierra» dificultaban la habilidad de Apolo para hablar. Miembros de la corte de Diocleciano le informaron que esos «justos» solo podían ser los cristianos del imperio. A instancias de la corte, Diocleciano accedió a las demandas de una persecución universal.

## Gran persecución

### Primer edicto
El 23 de febrero de 303 Diocleciano ordenó que la recientemente construida iglesia cristiana en Nicomedia fuera arrasada, sus escrituras quemadas y sus tesoros confiscados. El 23 de febrero era la fiesta de Terminalia, en honor a Término, el dios de las fronteras. Fue el día escogido para acabar con el cristianismo. Al día siguiente, Diocleciano publicó el «Edicto contra los cristianos». 
Los principales objetivos de la norma eran, como lo habían sido durante la persecución de Valeriano, la propiedad cristiana y el alto clero. El decreto ordenaba la destrucción de las escrituras cristianas, los libros litúrgicos y los lugares de culto en todo el Imperio, y prohibía a los cristianos reunirse a celebrar su culto. Asimismo, se privaba a los cristianos del derecho de petición ante los tribunales, haciéndolos sujetos potenciales de la tortura judicial; los cristianos no podían responder a las acciones interpuestas en contra de ellos en un tribunal; y los senadores, équites, decuriones, veteranos y soldados cristianos fueron desprovistos de sus rangos, y los libertos imperiales fueron esclavizados de nuevo.
Diocleciano pidió que el edicto se ejerciera «sin derramamiento de sangre», contra las exigencias de Galerio de que todos los que se negaran a hacer los sacrificios obligatorios fueran condenados a ser quemados vivos. En cualquier caso, y a pesar de la solicitud de Diocleciano, los jueces locales a menudo aplicaban ejecuciones durante la persecución, dado que la pena capital era uno de sus poderes discrecionales. La recomendación de Galerio —quemar vivos a los cristianos— se convirtió en un método común de ejecución de los cristianos en el Oriente. Después de que el edicto fuera publicado en Nicomedia, un hombre llamado Eurius lo arrancó y rompió, gritando «aquí están tus triunfos góticos y sármatas». Fue arrestado por traición, torturado y quemado vivo poco después, convirtiéndose en el primer mártir del edicto. Las medidas del edicto fueron conocidas e impuestas en Palestina en marzo o abril (justo antes de la Pascua), y estaba siendo aplicado por los cargos oficiales locales de África del Norte entre mayo y junio. El primer mártir en Cesarea fue ejecutado el 7 de junio; el edicto entró en vigor en Creta a partir del 19 de mayo. El primer edicto fue el único edicto legalmente obligatorio en el Occidente, mientras que en el Oriente se desarrolló progresivamente una legislación cada vez más dura.

### Segundo, tercer y cuarto edicto
En el verano de 303, después de una serie de rebeliones en Malatya (Turquía) y Siria, se hizo público un segundo edicto, ordenando el arresto y encarcelamiento de todos los obispos y sacerdotes. En opinión del historiador Roger Rees, no había una necesidad racional para este segundo edicto: que Diocleciano lo emitiese indica que o bien no tenía conocimiento de la aplicación del primer edicto, o que pensaba que no estaba siendo aplicado con la rapidez que requería. Después de publicarse el segundo decreto, las prisiones se llenaron —el subdesarrollado sistema penitenciario de la época no podía mantener a los diáconos, lectores, sacerdotes, obispos y exorcistas que se le vinieron encima. Eusebio dejó escrito que el decreto produjo el encarcelamiento de tantos sacerdotes que los criminales ordinarios estaban hacinados y tuvieron que ser liberados.
Anticipando la celebración del vigésimo aniversario de su reinado el 20 de noviembre de 303, Diocleciano declaró una amnistía general por medio de su tercer edicto. Cualquier miembro del clero podría ser liberado, siempre y cuando aceptase realizar un sacrificio a los dioses paganos. Diocleciano pudo buscar algo de buena prensa con esta legislación. También pudo intentar que se fracturase la comunidad cristiana, al dar a conocer la apostasía del clero. La exigencia de sacrificar era algo inaceptable para muchos de los detenidos, aunque sus guardianes a menudo lograron su cumplimiento, al menos nominal. Algunos sacerdotes accedieron voluntariamente y otros, bajo tortura. Los guardias de las prisiones deseaban librarse de los clérigos encarcelados. Eusebio, en sus Mártires de Palestina, registra el caso de un hombre al que, después de ser conducido a un altar, le ataron las manos y fue obligado a completar una ofrenda de sacrificio. Le comunicaron que su acto de sacrificio había sido reconocido y fue sumariamente liberado. De otros se dijo que habían realizado sacrificios cuando en realidad no habían hecho nada.
En 304, el cuarto edicto ordenaba que todas las personas, fuesen hombres, mujeres o niños, deberían reunirse en lugares públicos y realizar un sacrificio colectivo. Si se negaban, serían ejecutados. No se conoce la fecha precisa del edicto, pero es probable que fuera dictado en enero o febrero de 304, y fue aplicado en los Balcanes en marzo. El edicto entró en vigor en Salónica (Grecia) en abril de 304, y en Palestina poco tiempo después. Este último edicto ni siquiera llegó a aplicarse en los dominios de Maximiano y Constancio. En Oriente, en cambio, estuvo vigente hasta la promulgación en 313 del edicto de Milán de Constantino y Licinio.

### Abdicaciones, inestabilidad y tolerancia renovada (305–311)
Diocleciano y Maximiano abdicaron el 1 de mayo de 305. Constancio y Galerio se convirtieron en Augusti (emperadores senior) y se nombró a dos nuevos emperadores, Flavio Severo y Maximino Daya, a quienes se les otorgó el título de Caesaris (emperadores junior). Según Lactancio, Galerio manipuló a Diocleciano, asegurándose el acceso de amigos leales al cargo imperial. En esta «segunda tetrarquía», parece que sólo los emperadores orientales, Galerio y Maximino, continuaron con las persecuciones. Mientras dejaban el cargo, Diocleciano y Maximiano probablemente supusieron que el cristianismo estaría en sus últimos alientos. Las iglesias estaban destruidas, los jefes y las jerarquías eliminadas, y el ejército y la administración pública habían sido purgados. Eusebio afirma que los apóstatas de la fe fueron «innumerables» (μυρίοι). En un principio, la nueva tetrarquía parecía más vigorosa que la anterior. Maximino, en particular, era un ávido persecutor. En 306 y 309 publicó sus propios edictos en los que exigía sacrificio universal. Eusebio acusa también a Galerio de insistir con las persecuciones.
En Occidente, sin embargo, los cabos sueltos de las decisiones dinásticas de Diocleciano estaban a punto de echar abajo la tetraquía. Constantino, hijo de Constancio, y Majencio, hijo de Maximiano, habían sido dejados de lado por la sucesión de Diocleciano, lo que ofendió a los padres y provocó el enojo de los hijos. Contra la voluntad de Galerio, Constantino sucedió a su padre el 25 de julio de 306. Finalizó de inmediato todas las persecuciones y ofreció a los cristianos la restitución completa de todo lo que habían perdido durante la persecución. Esta declaración dio a Constantino la oportunidad de mostrarse a sí mismo como el libertador de los cristianos oprimidos en todo el imperio. Entretanto, Majencio se hizo con el poder en Roma en 306 y también concedió a los cristianos una amplia tolerancia. Galerio intentó destronar a Majencio en dos ocasiones, pero no tuvo éxito en ninguna de ellas. Durante la primera campaña contra Majencio, Severo fue capturado, encarcelado y ejecutado.

### La paz de Galerio y el Edicto de Milán (311-313)
En Oriente, la persecución finalizó de manera oficial el 30 de abril de 311, aunque en Gaza se produjeron martirios hasta el 4 de mayo. Galerio, en su lecho de muerte, emitió una proclamación para terminar con las hostilidades y otorgó a los cristianos el derecho de practicar su religión libremente bajo la ley y de reunirse pacíficamente. La persecución había finalizado. Lactancio preserva el texto en latín de este pronunciamiento, describiéndolo como un edicto. Eusebio ofrece una traducción al griego, versión que incluía títulos imperiales y estaba dirigido a los administradores provinciales, sugiriendo que la proclamación era, de hecho, una carta imperial. El documento parece haber sido promulgado solamente en las provincias de Galerio.

Entre las demás disposiciones que siempre tomamos por el bien y el interés del Estado, hemos deseado aquí reparar todas las cosas de acuerdo con las leyes y la disciplina pública de los romanos, y de asegurar que incluso los cristianos, que abandonaron las prácticas de sus ancestros, retornen al buen juicio. En verdad, por algún motivo u otro, a esos cristianos les asedió tal autoindulgencia y les poseyó tal insensatez, que dejaron de seguir las prácticas de los antiguos, costumbres que sus propios ancestros pudieron haber instituido, y en su lugar actuaban como les parecía, dictaban sus propias leyes para sí mismos, y se reunían con personas muy variadas en áreas diversas. Cuando se promulgó nuestra orden estableciendo que debían volver a las prácticas de los antiguos, muchos se vieron en peligro, y muchos incluso murieron. Muchos otros perseveraron en su forma de vida, y vimos que ni prestaban a los dioses el culto y veneración debidos, ni lo hacían al dios de los cristianos. En virtud de nuestra afable clemencia y tradición eterna, por la cual es costumbre habitual conceder clemencia a todo el mundo, hemos creído oportuno extenderles también a ellos nuestra más pronta indulgencia, de modo que los cristianos puedan restablecer sus lugares de encuentro, con la condición de que no actúen desordenadamente. Mediante otra carta a los funcionarios detallaremos las condiciones que deben respetar. Consecuentemente, de acuerdo con nuestra indulgencia, deberán rezar a su dios por nuestra salud y por la seguridad del Estado, de modo que el Estado se vea a salvo por todos los frentes y ellos puedan vivir a salvo y seguros en sus propias casas.

Las palabras de Galerio refuerzan la base teológica de la tetrarquía para la persecución; las actas promulgadas no hicieron más que intentar reforzar las prácticas cívicas y religiosas tradicionales, incluso a pesar de que los propios decretos eran completamente no tradicionales. Galerio no hizo nada para violar el espíritu de la persecución; los cristianos seguían siendo criticados por su inconformismo y sus prácticas insensatas; y Galerio no admitió que hubieran hecho nada errado. La admisión de que el dios de los cristianos pudiera existir se hizo incluso de mala gana. Algunos historiadores de principios del siglo XX afirmaron que el edicto de Galerio anuló definitivamente la antigua «fórmula legal» non licet esse Christianos, haciendo del cristianismo una religio licita, «al mismo nivel que el judaísmo», y asegurando las propiedades de los cristianos, entre otras cosas.
No todos los historiadores fueron tan entusiastas. El historiador eclesiástico del siglo VII Tillemont calificó el edicto de «insignificante»; y, de forma similar Timothy Barnes, historiador de finales del siglo XX advertía que «la novedad o importancia de la medida [de Galerio] no debe ser sobrestimada». Barnes señala que la legislación de Galerio sólo otorgó a los cristianos de oriente los derechos que ya poseían aquellos que residían en Italia y África. En la Galia, Hispania y Britania los cristianos contaban con una mayor cantidad de derechos que los ofrecidos por Galerio a los cristianos orientales. Otros historiadores de finales del siglo XX como Graeme Clark y David S. Potter defienden que, a pesar de su cobertura, la proclamación del edicto de Galerio es un hito importante en las historias del cristianismo y del Imperio Romano.
La ley de Galerio no se mantuvo en vigor durante mucho tiempo en el área dominada por Maximino. Siete meses después de la proclamación, Maximino retomó en sus territorios la persecución, que continuaría hasta el año 313, poco antes de su muerte. En un encuentro entre Licinio y Constantino en Milán en febrero de 313, los dos emperadores esbozaron los términos de una paz universal, que fueron publicados el 13 de junio de 313 por el victorioso Licinio en Nicomedia. El documento sería denominado en épocas posteriores «Edicto de Milán».

Creemos correcto encomendar estas cosas a su cuidado, para que sepa que hemos dado a los cristianos libertad sin restricciones de culto religioso. Cuando vea que esta les ha sido concedida por nosotros, su señoría sabrá que también hemos otorgado a otras religiones el derecho a una observancia de su culto abierta y libre, por el bien de la paz de nuestros tiempos, que cada uno tenga la oportunidad de rendir culto como le plazca; este reglamento se hace para que no parezca que desmerecemos ninguna dignidad o ninguna religión.

## Variación regional
La aplicación de los edictos persecutorios no fue homogénea. Dado que los tetrarcas eran más o menos soberanos en sus respectivos territorios, cada uno de ellos ejercía un gran control sobre la política de persecuciones. En los dominios de Constancio (Britania y Galia) la persecución fue, como mucho, muy leve; en los dominios de Maximiano (Italia, Hispania y África), fue firmemente aplicada; en Oriente, bajo Diocleciano (Capadocia, Siria, Palestina y Egipto) y Galerio (Grecia y los Balcanes), se aplicó con más fervor que en las regiones y provincias restantes. En lo que respecta a las provincias orientales, Peter Davies calculó el número total de martirios para un artículo de la revista científica The Journal of Theological Studies. Davies defendía que los números, pese a basarse en colecciones de actas que estaban incompletas y solo parcialmente fiables, apuntan a que la persecución fue más severa bajo Diocleciano que bajo Galerio. El historiador Simon Corcoran, en un epígrafe sobre los orígenes de los primeros edictos persecutorios, criticó a Davies por su exagerada confianza en estos «dudosos actos de martirio» e hizo caso omiso a sus conclusiones.

### Britania y Galia
Las fuentes varían a la hora de describir la extensión de la persecución en los dominios de Constancio, aunque todas lo describen como bastante limitada. Lactancio argumenta que la destrucción de los edificios eclesiásticos fue lo peor a lo que los cristianos de estos territorios se enfrentaron. Eusebio niega de manera explícita en su Historia Ecclesiastica y en su Vida de Constantino que ninguna iglesia hubiese sido destruida, pero sí incluye a la Galia como un área que sufrió los efectos de la persecución en sus Mártires de Palestina. Un grupo de obispos declaró que «Galia estuvo inmune» (immunis est Gallia) de las persecuciones durante el gobierno de Constancio. La muerte de Alban de Verulamium, el primer mártir cristiano de Inglaterra, fue datada para esa época, pero la mayoría de los estudiosos la asignan ahora a la época del reinado de Septimio Severo. El segundo, tercer y cuarto edictos no parecieron haber sido ejecutados en el Oeste en absoluto; o de haber sido proclamados, no cobraron una fuerza considerable. Es posible que las políticas relativamente tolerantes de Constancio fuesen el resultado de los celos internos entre los miembros de la tetrarquía; la persecución, después de todo, había sido el proyecto de los emperadores orientales, no de los occidentales. Después de que Constantino sucediera a su padre en 306, instó a la recuperación de los bienes que la Iglesia había perdido en la persecución, y legisló la plena libertad para todos los cristianos en sus dominios.

### África
Mientras que la persecución bajo Constancio fue relativamente leve, no existe ninguna duda de la fuerza con que se ejerció en los dominios de Maximiano. Sus efectos fueron registrados en Roma, Sicilia, Hispania y África; de hecho, Maximiano alentó la aplicación estricta de los edictos de manera particular en África. La élite política de África fue insistente en que la persecución se cumpliese, y los cristianos de África, especialmente en Numidia, fueron igualmente insistentes en su resistencia. Para los númidas, entregar las escrituras era un acto de apostasía terrible. África había sido, durante mucho tiempo, el hogar de las «Iglesias de los Mártires»—en África, los mártires poseían una autoridad religiosa superior a la del propio clero—y albergaba una variante particularmente intransigente, fanática y legalista del cristianismo. Fue en la región occidental en África donde se dieron la mayor cantidad de martirios.
África produjo mártires incluso en los años inmediatamente anteriores a la Gran Persecución. En 298, Maximiliano, un soldado en Tébessa, había sido juzgado por negarse a seguir la disciplina militar; en Mauretania, de nuevo en 298, el soldado Marcelo rechazó su bono del ejército y se quitó el uniforme en público. Una vez que comenzaron las persecuciones, las autoridades públicas estaban deseosas de hacer valer su autoridad. Anullinus, procónsul de África, amplió el edicto al decidir que, además de la destrucción de las escrituras de los cristianos y las iglesias, el gobierno debía obligar a los cristianos a hacer sacrificios a los dioses paganos. El gobernador Valerio Floro implementó la misma política en Numidia durante el verano o el otoño de 303, cuando hizo un llamamiento para celebrar el «día de la quema de incienso», durante el cual los cristianos deberían realizar sacrificios o de lo contrario perderían la vida. Aparte de los ya enumerados, los mártires africanos incluyen a Saturnino y a los mártires de Abitina, otro grupo martirizado el 12 de febrero de 304 en Cartago, y a los mártires de Milevis (Mila, Argelia).
La persecución en África también alentó el desarrollo del donatismo, un movimiento cismático que prohibía cualquier compromiso con el gobierno romano o con los obispos traditores (aquellos que habían entregado las escrituras a las autoridades seculares). Uno de los momentos clave en la ruptura de las relaciones de esta secta con el resto de la iglesia se produjo en Cartago en el año 304. Los cristianos de Abitinae fueron traídos a la ciudad y encarcelados. Los amigos o familiares de los prisioneros vinieron a visitarlos, pero una turba local les opuso resistencia. El grupo de familiares y amigos fue acosado, golpeado y azotado, y la comida que habían traído a sus amigos fue echada por tierra. Este grupo de gente había sido enviado por Mensurio, un obispo de la ciudad, y por Ceciliano, su diácono, por razones que aún siguen sin ser esclarecidas. En 311, Ceciliano fue elegido obispo de Cartago. Sus opositores denunciaron que su traditio le hacía indigno del cargo y se negaron a seguir su autoridad, por lo que se declararon a favor de otro candidato, Majorino. Muchos otros en África, incluidos los abitinianos, apoyaron a Majorino contra Ceciliano. El sucesor de Majorino, Donato, daría al movimiento disidente su nombre. Para el momento en que Constantino se hizo cargo de la provincia, la iglesia de África se encontraba profundamente dividida. Los donatistas no se reconciliarían con el resto de la Iglesia católica hasta después del año 411.

### Italia e Hispania
Es probable que Maximiano haya incautado los bienes cristianos en Roma con gran facilidad: los cementerios romanos se hallaban a la vista y los centros de reuniones cristianas eran fáciles de encontrar. Los altos cargos de la Iglesia habrían sido también de personas prominentes. Sin embargo, el obispo de la ciudad, Marcelino, no parece haber ido a la cárcel, hecho que ha llevado a algunos a creer que Maximiano nunca cumplió la orden de detención de clérigos en la ciudad. Otros afirman que Marcelino fue un traditor. Por otra parte, éste aparece en el depositio episcoporum del siglo IV pero no su feriale, o calendario de fiestas, donde figuraban todos los predecesores de Marcelino desde Fabián, lo cual es una llamativa ausencia en opinión del historiador John Curran. Durante cuarenta años, los donatistas comenzaron a difundir rumores de que el propio Marcelino había sido un traditor y que incluso había llegado a realizar sacrificios a los dioses paganos. Esta acusación fue tachada como falsa alrededor del siglo V por el «Consejo de Sinuessa», en la vita Marcelli del Liber Pontificalis. Este trabajo afirma que en realidad el obispo había apostatado, pero se redimió a través del martirio unos días después.
Los hechos que sucedieron al supuesto acto de traditio de Marcelino, si es que este ocurrió, son poco claros. Sin embargo, parece haber existido una ruptura en la sucesión episcopal. Marcelino parece haber muerto el 25 de octubre de 304 y (si hubiera apostatado) probablemente fue expulsado de la Iglesia a principios de 303, pero su sucesor, Marcelo, no fue consagrado hasta noviembre o diciembre de 306. Mientras tanto, dos facciones divergían en la iglesia romana: los cristianos que habían cumplido con los edictos para garantizar su propia seguridad, y los rigoristas, que no toleraban ninguna solución de compromiso con la autoridad secular. Ambos grupos se enfrentaron en luchas callejeras y disturbios, llegando eventúalmente incluso a casos de asesinato. Marcelo, un rigorista, purgó toda mención de Marcelino de los registros de la Iglesia y eliminó su nombre de la lista oficial de los obispos. El propio Marcelo acabaría siendo desterrado de la ciudad y muriendo en el exilio el 16 de enero de 308.
Majencio, mientras tanto, aprovechó la impopularidad de Galerio en Italia (Galerio había introducido los impuestos tanto para la ciudad de Roma como para la provincia italiana por primera vez en la historia del imperio) para declararse a sí mismo emperador. El 28 de octubre de 306, Majencio convenció a la Guardia Pretoriana de que le apoyase en su motín y para que le invistieran con la púrpura imperial. Poco después de su proclamación, Majencio declaró el fin de la persecución y la tolerancia para todos los cristianos en su reino. Las noticias viajaron a África, donde en años posteriores un cristiano de Cirta todavía podía recordar la fecha exacta en que «la paz» había sido introducida. A pesar de eso, Majencio no autorizó que se restituyeran las propiedades confiscadas.
El 18 de abril de 308, Majencio permitió a los cristianos que hicieran una nueva elección para determinar quién sería el próximo obispo de la ciudad, elección en la que el papa Eusebio resultó victorioso. Eusebio era un papa moderado al frente de una iglesia aún dividida. Heraclio, jefe de la facción rigorista, se opuso a la readmisión de los lapsi. Los disturbios continuaron, y Majencio exilió a los dos dirigentes de las respectivas facciones de la ciudad, dejando morir a Eusebio en Sicilia el 21 de octubre. El puesto estuvo vacante de nuevo durante casi tres años, hasta que Majencio permitió que se llevase a cabo otra elección. Melquíades fue elegido el 2 de julio de 311, mientras Majencio se preparaba para enfrentarse a Constantino en batalla. Majencio, que se enfrentaba a una oposición doméstica cada vez más fuerte contra su gobierno, finalmente aceptó la restitución de los bienes cristianos. Melquíades envió dos diáconos con cartas de Majencio al prefecto de Roma, máxima autoridad de la ciudad, responsable de la publicación de edictos imperiales dentro de la ciudad, para garantizar su cumplimiento. Los cristianos africanos recuperaron las propiedades que habían perdido hacia finales de 312.
Fuera de la ciudad de Roma existen menos detalles sobre el progreso y los efectos de la persecución en Italia; no hay muchas muertes que se aseguren en la región. El Acta Eulpi registra el martirio de Euplio en Catania, Sicilia, un cristiano que se atrevió a portar consigo los santos evangelios, negándose a entregarlos. Euplio fue arrestado el 29 de abril de 304, juzgado y martirizado el 12 de agosto del mismo año. En Hispania el obispo Osio de Córdoba se declaró, tiempo después, como confesor. Después de 305, año en el que Diocleciano y Maximiamo abdicaron y Constancio se convirtió en Augusto, no hubo más persecuciones en el oeste. Eusebio declaró que la persecución duró «menos de dos años».
Tras un breve enfrentamiento militar, Constantino se enfrentó y derrotó a Majencio, matándole en la Batalla del Puente Milvio, en las afueras de Roma, el 28 de octubre de 312. Entró en la ciudad al día siguiente, pero se negó a participar en la tradicional subida a la Colina Capitolina en el Templo de Júpiter. El ejército de Constantino había avanzado hacia Roma bajo un signo cristiano. Se había convertido, al menos oficialmente, en un ejército cristiano. La aparente conversión de Constantino también fue visible en otros lugares: Los obispos cenaban en la mesa de Constantino, y muchos proyectos de construcción cristiana comenzaron poco después de la victoria. El 9 de noviembre de 312, la antigua sede de la Guardia Imperial fue arrasada para hacer lugar a la archibasílica de San Juan de Letrán. Bajo el gobierno de Constantino, el cristianismo llegó a ser el objetivo principal de patronazgo oficial.

### Nicomedia

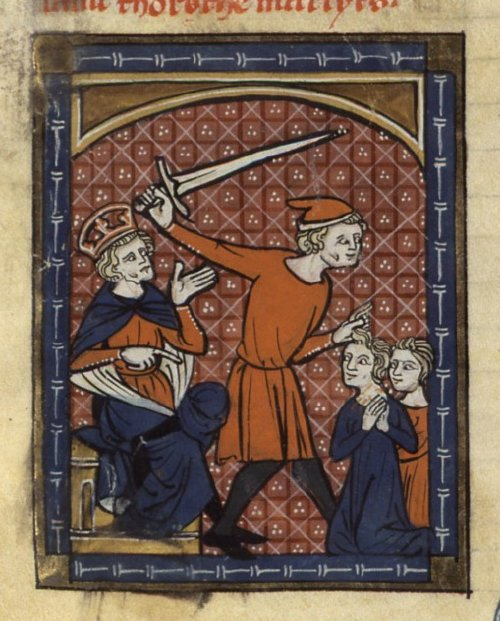
Grabado del martirio de Doroteo y Gorgonio.

El 23 de febrero de 303, Diocleciano ordenó que la recién construida iglesia de Nicomedia fuera arrasada. Exigió que se quemaran sus escrituras y que se requisara todo lo de valor para el tesoro imperial. A finales de febrero de 303, un incendio destruyó parte del palacio imperial. Galerio convenció a Diocleciano de que los culpables del acto habían sido los cristianos, quienes habían conspirado junto con los eunucos de palacio. Se llevó a cabo una investigación sobre el percance, pero los responsables no fueron encontrados. Según Lactancio, Diocleciano y Galerio discutieron sobre la política imperial hacia los cristianos durante ese invierno. Diocleciano argumentaba que bastaría con prohibir a los cristianos trabajar como funcionarios o en el ejército para recuperar el favor de los dioses, pero Galerio quería ir más allá, y defendía la exterminación; por ello, las ejecuciones continuaron. Los eunucos Doroteo y Gorgonio fueron eliminados. Un individuo llamado Pedro, fue desnudado, colgado y azotado. Se le echó sal y vinagre sobre las heridas y fue poco a poco hervido sobre una llama abierta. Las ejecuciones prosiguieron al menos hasta el 24 de abril de 303, cuando seis personas, entre ellas el obispo Antimo, fueron decapitadas. La persecución se intensificó: Los presbíteros y los clérigos fueron detenidos sin ser acusados de ningún crimen, y condenados a muerte. Un segundo incendio ocurrió dieciséis días después del primero y Galerio dejó la ciudad, declarándola insegura. Diocleciano pronto lo seguiría. Lactancio culpó a los aliados de Galerio de provocar el incendio; Constantino, en una reminiscencia posterior, atribuyó el incendio a «un rayo del cielo».
Lactancio, viviendo aún en Nicomedia, vio los comienzos del apocalipsis en la persecución de Diocleciano; aunque cabe aclarar que el mismo Lactancio vio en su ascenso al poder la misma destrucción. Los escritos de Lactancio durante la persecución presentan tanto la amargura como el triunfalismo cristiano. Su escatología es directamente contraria a las reclamaciones tetrárquicas de «renovación». Mientras Diocleciano afirmaba que había iniciado una nueva era de seguridad y paz, Lactancio veía el comienzo de una revolución cósmica.

### Palestina y Siria

#### Antes del edicto de tolerancia de Galerio
Palestina es la única región en la que se cuenta con un extenso relato local de la persecución: la obra Mártires de Palestina de Eusebio. Eusebio residía en Cesarea, capital de la Palestina Romana, en la época de la persecución, si bien también viajó a Fenicia y Egipto, y quizá también a Arabia. Sin embargo, el relato de Eusebio es imperfecto, porque se centra en los mártires que fueron amigos personales suyos antes de que la persecución comenzase, e incluye martirios que tuvieron lugar fuera de Palestina. Su cobertura, por lo tanto, es desigual. Por ejemplo, proporciona sólo generalidades en relación con el sangriento final de las persecuciones. El propio Eusebio reconoce algunos de sus defectos, y al comienzo de su relato sobre el contexto de la persecución en la Historia Ecclesiae, lamenta el carácter incompleto de su reportaje: «¿Cuál podría ser el número de mártires de cada región, y en especial de África y Mauritania, de Tebaida y Egipto?».
Dado que ningún funcionario por debajo del cargo de gobernador tenía poder legal suficiente como para ordenar la pena de muerte, los cristianos más recalcitrantes habrían sido enviados a Cesarea a la espera de su castigo. El primer mártir, Procopio, fue trasladado a Cesarea desde Escitópolis (Beit She'an, Israel), donde había sido lector y exorcista. Fue llevado ante el gobernador el 7 de junio de 303, donde se le pidió que realizara sacrificios a los dioses y una libación para los emperadores. Procopio respondió citando a Homero: «el señorío de muchos no es una cosa buena, deja que haya un gobernante, un rey». Procopio fue decapitado por orden del gobernador.
Se sucedieron más martirios durante los meses siguientes, con un incremento en la primavera siguiente, cuando el nuevo gobernador, Urbano, publicó el cuarto edicto. Eusebio probablemente no ofrece una relación completa de todos los ejecutados bajo el cuarto edicto, sino que alude de pasada a otros presos como Tecla, por ejemplo, aunque no los nombra.

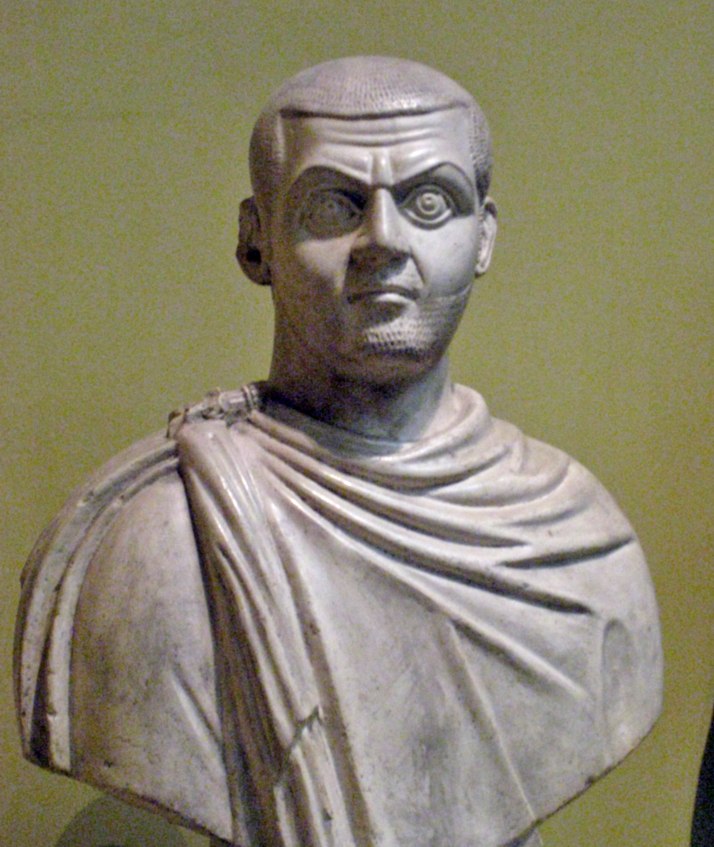
Maximino Daya, César de Palestina, Siria y Egipto entre 305 y 312.

El grueso del relato de Eusebio hace referencia al gobierno de Maximino. Maximino llegó al cargo de emperador (con el rango de césar) en Nicomedia el 1 de mayo de 305, e inmediatamente después se dirigió hacia Cesarea, según alega Lactancio, para oprimir y pisotear a la diócesis de Oriens. Inicialmente, Maximino gobernaba únicamente Egipto y Levante, y publicó su propio edicto de persecución en la primavera del año 306, ordenando la realización general de sacrificios a los dioses. El edicto de 304 fue difícil de aplicar, puesto que el gobierno imperial no tenía registros de los habitantes de la ciudad que poseyesen tierras agrícolas. Galerio solventó este problema en 306 al efectuar un nuevo censo. Este contenía el nombre de los jefes urbanos y el número de sus dependientes (censos anteriores habían enumerado sólo a las personas que pagaban impuestos sobre la tierra, tales como los propietarios e inquilinos). Utilizando estas listas elaboradas por la administración pública, Maximino ordenó a sus heraldos llamar a todos los hombres, mujeres y niños a los templos. Allí, después de que los tribunales llamaran a todos por su nombre, se realizaron los correspondientes sacrificios.
En algún momento posterior a la publicación del primer edicto de Maximino, quizás en 307, Maximino modificó la pena que se debía imponer a los incumplimientos. En lugar de recibir la pena de muerte, los cristianos serían mutilados y condenados a trabajos forzados en las minas del Estado. Cuando las minas egipcias comenzaron a estar atestadas de trabajadores, especialmente por el ingreso de los prisioneros cristianos, los reos egipcios empezaron a ser enviados a las minas de cobre en Faeno, ubicada en Palestina, y Cilicia, ubicada en Asia Menor. En Diocesárea (Tzippori, Israel) en la primavera de 308, 97 confesores cristianos fueron recibidos por Firmiliano en las minas de pórfido en Tebaida. Firmiliano cortó los tendones de sus pies izquierdos, cegó sus ojos derechos y los envió a las minas en Palestina. También se recoge otra ocasión en la que otros 130 cristianos recibieron el mismo castigo: algunos fueron enviados a Faeno y otros a Cilicia.
Eusebio caracteriza a Urbano como un hombre que se divertía variando sus castigos. Un día, poco después de Semana Santa en 307, ordenó que la virgen Teodosia de Tiro (Ṣūr, Líbano) fuera arrojada al mar por conversar con los cristianos que asistían a un juicio y por haber rehusado hacer los pertinentes sacrificios; a los cristianos del tribunal, por su parte, los envió a Faeno. En un solo día, 2 de noviembre de 307, Urbano condenó a un hombre llamado Domnino a ser quemado vivo, a tres jóvenes a luchar como gladiadores y a un sacerdote a ser arrojado ante una bestia. El mismo día ordenó que algunos jóvenes fueran castrados, mandó a tres vírgenes a los burdeles y encarceló a varios otros, incluyendo a Pánfilo de Cesarea, un sacerdote, estudioso y teólogo, creador de la biblioteca de Cesarea. Poco después Urbano fue cesado del cargo por razones desconocidas, hecho prisionero, torturado y ejecutado, todo en un día de procedimientos acelerados. Su reemplazante, Firmiliano, era un soldado veterano y uno de los confidentes de confianza de Maximino.
Eusebio nota que este evento marcó el comienzo de un respiro temporal de la persecución. Aunque la datación precisa de esta interrupción no está especificada en las notas de Eusebio, el texto de los Mártires no registra martirios palestinos entre el 25 de julio de 308 y el 13 de noviembre de 309. El clima político probablemente incidió en la política persecutoria: este fue el período de la conferencia de Carnunto, que tuvo lugar en noviembre de 308. Maximino probablemente pasó los siguientes meses discutiendo con Galerio su papel en el gobierno imperial, y no tuvo el tiempo suficiente para dedicarse al asunto de los cristianos.
En el otoño de 309, Maximino reanudó la persecución mediante la emisión de cartas a los gobernadores provinciales y a su prefecto del pretorio, la más alta autoridad en los procedimientos judiciales después del emperador, exigiendo que los cristianos actuasen de conformidad a las costumbres paganas. Su nueva legislación llamó a un nuevo sacrificio general, junto con un ofrecimiento general de libaciones. Fue aún más sistemática que la primera, y no permitió ninguna excepción con respecto a niños o sirvientes. Logistai (curatores), strategoi, duumviri y tabularii, que mantenían los registros, se encargaron de que no hubiese evasivas. Maximino introdujo algunas innovaciones al proceso, convirtiéndose en el único emperador conocido de la persecución que realizó cambios. Este edicto requería de la venta de alimentos en las plazas para que fuesen efectivas las libaciones. Por tal razón, Maximino puso centinelas de guardia en las casas de baños y puertas de la ciudad para asegurar que todos los clientes hicieran los sacrificios. Emitió copias de las ficticias Actas de Pilato para fomentar el odio popular a Cristo. Las prostitutas confesaron, bajo tortura judicial, haber participado en orgías con los cristianos. Los obispos fueron obligados a trabajar como mozos de cuadra de caballos de la guardia imperial o como responsables de los camellos imperiales.
Maximino también trabajó en favor de un renacimiento de la religión pagana. Nombró a los sumos sacerdotes para cada provincia, hombres que debían vestir ropas blancas y supervisar el culto diario de los dioses. Maximino exigió un vigoroso trabajo de restauración para los templos dentro de su dominio y que se encontraban en condiciones de decadencia.
Los siguientes meses fueron testigos de los peores momentos de la persecución. El 13 de diciembre de 309, Firmiliano condenó a algunos egipcios arrestados en Ascalón (Ashkelon, Israel) que estaban de camino para visitar a sus confesores en Cilicia. Tres de ellos fueron decapitados; los demás perdieron el pie izquierdo y el ojo derecho. El 10 de enero de 310, Pedro y el obispo Asclepio de la secta dualista cristiana conocida como Marcionismo, ambos de Anaia (Eleuterópolis, Israel), fueron quemados vivos. El 16 de febrero, Pánfilo y sus seis compañeros fueron ejecutados. Posteriormente cuatro miembros más de la casa de Pánfilo fueron martirizados por su muestra de solidaridad con los condenados. Los últimos mártires antes del edicto de tolerancia de Galerio fueron ejecutados el 5 y 7 de marzo. Tras esto, las ejecuciones se detuvieron. Eusebio no explica este parón repentino, pero coincide con el reemplazo de Firmiliano por Valentiniano, un hombre nombrado en algún momento anterior a la muerte de Galerio. La sustitución sólo se atestigua a través de restos epigráficos, como inscripciones en piedra; Eusebio no menciona a Valentiniano en ninguna parte de sus escritos.

#### Después del edicto de tolerancia de Galerio
A la muerte de Galerio, Maximino se hizo con el control de Asia Menor. Incluso después del edicto de tolerancia de Galerio en 311, Maximino continuó con la persecución. Su nombre no aparece en la lista de emperadores que publicaron oficialmente el edicto de tolerancia de Galerio, aunque quizás eso se deba a una posterior supresión. Eusebio afirma que Maximino no cumplió totalmente las disposiciones del edicto. Maximino ordenó a Sabino, su prefecto del pretorio, que escribiese a los gobernadores provinciales, solicitándoles a ellos y a sus subordinados que ignoraran «aquella carta» (en referencia al edicto de Galerio). Los cristianos estaban libres de acoso, y su mero cristianismo no supondría la apertura de cargos penales. Sin embargo, a diferencia del edicto de Galerio, la carta de Maximino no establecía normas para las reuniones de cristianos ni tampoco sugería a los cristianos la construcción de más iglesias.
Maximino promulgó nuevas órdenes en otoño de 311 que prohibían a los cristianos congregarse en cementerios. Después de publicar estas órdenes, fue abordado por embajadas de las ciudades bajo su gobierno, que solicitaban el comienzo de una nueva persecución general. Lactancio y Eusebio afirman que estas peticiones no fueron voluntarias, sino que se realizaron a instancias del propio Maximino. Maximino accedió a las demandas y comenzó a perseguir a los líderes religiosos de las iglesias hacia finales de 311. Pedro de Alejandría fue decapitado el 26 de noviembre de 311. Luciano de Antioquía fue ejecutado en Nicomedia el 7 de enero de 312. Según Eusebio, muchos obispos egipcios sufrieron el mismo destino. De acuerdo a Lactancio, Maximino mandó que a los confesores se les «arrancasen los ojos, cortasen las manos, amputasen los pies y se les cercenasen la nariz o las orejas». Antioquía preguntó a Maximino si podría prohibir a los cristianos vivir en la ciudad. En respuesta, Maximino emitió un rescripto animando a cada ciudad a que expulsase a los cristianos. Este rescripto fue publicado en Sardis el 6 de abril de 312, y en Tiro alrededor de mayo o junio. Hay tres copias sobrevivientes del rescripto de Maximino en Tiro, Arycanda (Aykiriçay, Turquía) y Colbasa, y todos son esencialmente idénticos. Para hacer frente a una queja de Licia y Panfilia sobre las «actividades detestables de los ateos [los cristianos]», Maximino prometió a los provinciales lo que quisieran (tal vez una exención del impuesto de capitación).
Cuando Maximino recibió la noticia de que Constantino había triunfado en la guerra contra Majencio, publicó una nueva carta restaurando a los cristianos sus anteriores libertades. Sin embargo, el texto de esta carta, el cual está preservado en el Historia Ecclesiastica de Eusebio, sugiere que la iniciativa fue únicamente de Maximino, y no de Constantino o de Licinio. También es el único pasaje en las fuentes antiguas que establece el fundamento de las acciones de Maximino, sin la hostilidad de Lactancio y Eusebio. Maximino argumenta que apoyó la legislación de Diocleciano y Galerio en sus comienzos, pero, al ser nombrado caesar, se dio cuenta de la reducción que estas políticas tendrían sobre la mano de obra disponible, y comenzó a emplear la persuasión en lugar de la coerción. afirma que se resistió a las peticiones de los nicomedianos para expulsar a los cristianos de la ciudad (un evento que Eusebio no registra), y que cuando aceptó las demandas de las delegaciones de otras ciudades, lo hizo siguiendo con las costumbres imperiales ya imperantes. Maximino concluye su carta haciendo referencia a la carta que escribió después del edicto de Galerio, pidiendo que sus subordinados fuesen indulgentes. No hace referencia a sus primeras cartas, donde alentaba la persecución.
A comienzos de la primavera de 311, a medida que Licinio avanzaba contra Maximino, este último recurrió a la violencia en el trato a sus propios ciudadanos, y a los cristianos en particular. En mayo de 313, Maximino emitió un nuevo edicto de tolerancia, esperando persuadir con ello a Licinio para que detuviera su avance, y para ganar más apoyo público. Por primera vez, Maximino emitía una ley la cual ofrecía tolerancia comprensiva y los medios para que se pudiera obtener. Al igual que en su carta anterior, Maximino es apologético pero desde un punto de vista unilateral. El propio Maximino se absuelve del fracaso de su política, ubicando en su lugar todos los errores en el comportamiento de los jueces locales y demás funcionarios encargados de su puesta en práctica. Enmarcó la nueva tolerancia universal como un medio para eliminar toda la ambigüedad y la extorsión. Es entonces cuando Maximino declara la libertad absoluta en la práctica de la religión, alentando a los cristianos a reconstruir sus iglesias y prometiendo restaurar las propiedades perdidas de los cristianos durante la persecución. El edicto, no obstante, tuvo poco efecto práctico: Licinio derrotó a Maximino en la batalla de Adrianópolis el 30 de abril de 313; y un impotente Maximino se suicidó en Tarso en el verano de 313. El 13 de junio, Licinio publicó el Edicto de Milán en Nicomedia.

### Egipto
La obra de Eusebio Mártires de Palestina tan sólo trata la persecución en Egipto de pasada. Sin embargo, cuando Eusebio hace comentarios sobre la región, escribe sobre decenas, veintenas e incluso cientos de cristianos condenados a muerte en un solo día, lo cual haría pensar que Egipto fue la región que más sufrió durante las persecuciones. De acuerdo a un informe que Barnes describe como «plausible, mas no verificable», 660 cristianos fueron ejecutados sólo en Alejandría entre los años 303 y 311. En Egipto, Pedro de Alejandría huyó de la ciudad que le da su nombre a comienzos de la persecución, dejando a la iglesia sin un líder. Melecio, obispo de Licópolis (Asyut), tomó su lugar. Melecio ordenó sacerdotes sin el permiso de Pedro, lo que causó que algunos obispos se quejaran al propio Pedro. Melecio pronto se negó a tratar a Pedro como ningún tipo de autoridad sobre él, y amplió sus operaciones en Alejandría. Según Epifanio de Salamis, la iglesia se dividió en dos secciones: la «Iglesia Católica», bajo Pedro, y, después de la ejecución de Pedro, del papa Alejandro; y la «Iglesia de los Mártires» bajo Melecio. Cuando los dos grupos se encontraron en prisión en Alejandría durante la persecución, Pedro de Alejandría colocó una cortina en medio de su celda. Entonces dijo: «Quienes son de mi punto de vista, vénganse a mi lado; y los de la perspectiva de Melecio, quédense con Melecio.» Divididas, las dos sectas siguieron con sus asuntos, ignorando deliberadamente la existencia de los demás. El cisma continuó creciendo durante la persecución, incluso con sus dirigentes en la cárcel, y persistió incluso mucho después de las muertes de Pedro y Melecio. Se conoce la existencia de cincuenta y un obispados en Egipto en 325; sólo quince de estos se conocen como sedes de la Iglesia cismática.

## Legado
La persecución de Diocleciano acabó siendo un fracaso. Tal y como afirma el historiador moderno Robin Fox, fue simplemente «demasiado pequeña y demasiado tardía». Los cristianos nunca fueron purgados de manera sistemática en ninguna parte del imperio, y la continua evasión cristiana minó la aplicación de los edictos. Algunos recurrieron al soborno para conseguir la libertad. Un cristiano llamado Copres escapó de la persecución gracias a un tecnicismo legal: para evitar hacer un sacrificio ante la corte, otorgó a su hermano poder para que lo representara, y fue este quien lo hizo en su lugar. Otros simplemente huyeron. Eusebio en su Vita Constantini declaró que «una vez más los campos y los bosques recibieron a los adoradores de Dios». Para los teólogos contemporáneos, no había pecado en este comportamiento. Lactancio argumenta que el propio Cristo lo había alentado, y el obispo Pedro de Alejandría citó el Evangelio según San Mateo 10:23 («Cuando os persigan en una ciudad huid a otra, y si también en esta os persiguen, marchaos a otra.») en apoyo de esta táctica.
Los paganos simpatizaban con los cristianos más de lo que lo habían hecho en el pasado. Lactancio, Eusebio y Constantino escribieron sobre la repulsión ante los excesos de los perseguidores; Constantino habla de las «preocupaciones y aversión a la crueldad» que cometieron. La fuerza moral de los mártires ante la muerte había ganado cierta respetabilidad a la fe cristiana en el pasado, aunque tuviese un saldo de pocas conversiones. Sin embargo, la idea del martirio alentaba a los cristianos en juicio o prisión, fortaleciendo su fe. Con la promesa de vida eterna, el martirio era seductor para un creciente segmento de la población que estaba, por citar a Dodds, «enamorado de la muerte». Según la famosa frase de Tertuliano, la sangre de los mártires era la semilla de la Iglesia.
A partir del año 324, Constantino, cristiano converso, reinó solo en todo el imperio, y el cristianismo fue el gran beneficiario de la generosidad imperial. Los perseguidores habían sido derrotados. El historiador J. Liebeschuetz escribe: «El resultado final de la Gran Persecución fue ofrecer al cristianismo un homenaje que no podría haber conseguido de otro modo.» Después de Constantino, la cristianización del Imperio Romano progresó rápidamente. Bajo el gobierno de Teodosio I (378-395), se convirtió en la religión oficial del Estado. Para el siglo V, el cristianismo ya era la religión predominante del imperio y jugaba el mismo papel que el paganismo había ocupado hacia finales del siglo III. Sin embargo, a causa de la persecución, ciertas comunidades cristianas quedaron divididas entre las que habían pactado con las autoridades imperiales (traditores) y las que se habían resistido. En África, los donatistas, que se opusieron a la elección del supuesto traditor Ceciliano para el obispado de Cartago, continuaron resistiendo a las autoridades centrales de la Iglesia hasta 411. De igual forma, los melicianos en Egipto supusieron un cisma para la Iglesia egipcia.

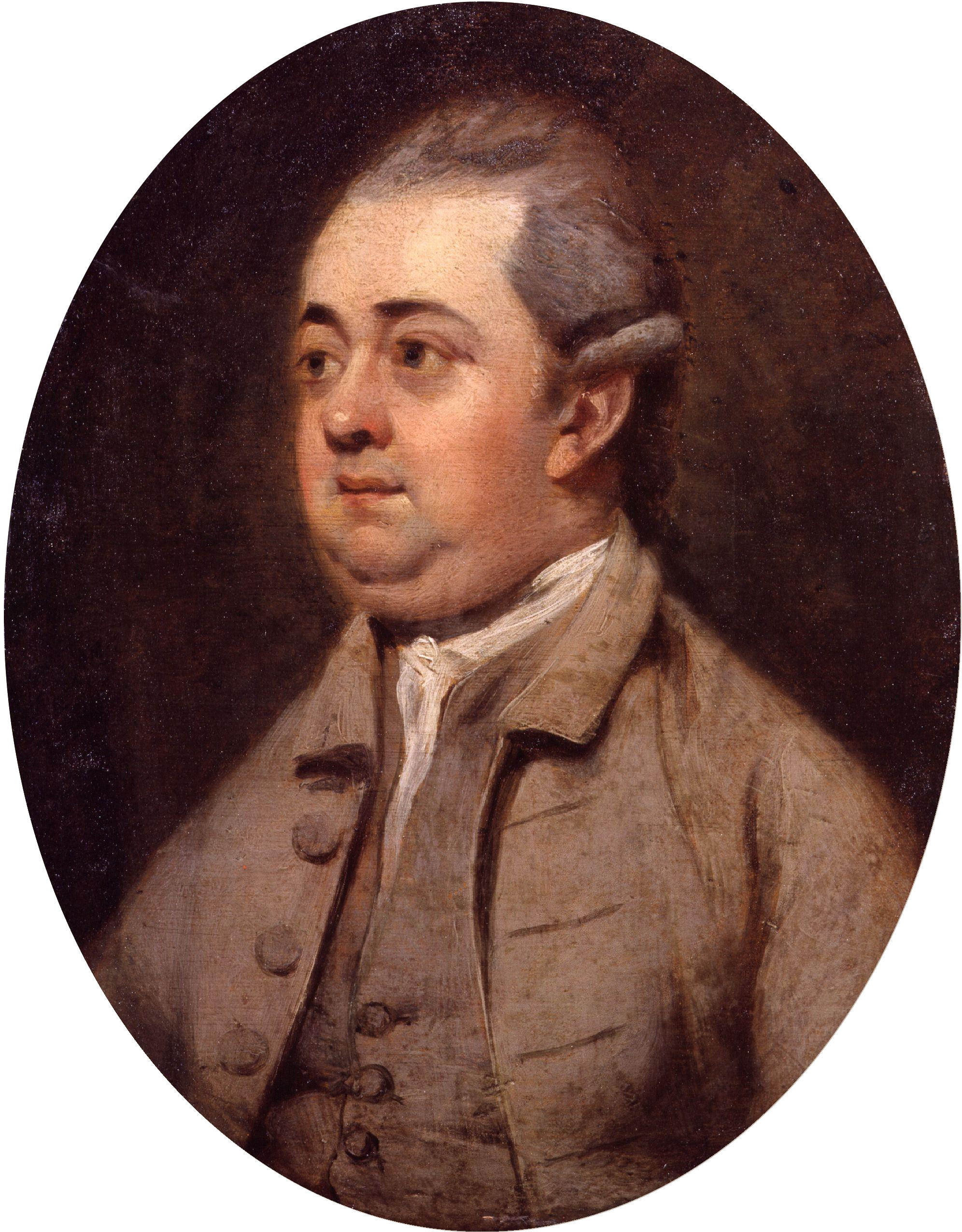
Retrato de Edward Gibbon hecho por Henry Walton.

Durante las generaciones futuras, tanto cristianos como paganos vieron en Diocleciano, según afirma el teólogo británico Henry Chadwick, «la personificación de la ferocidad irracional». Para los cristianos medievales, Diocleciano era el más aborrecible de todos los emperadores romanos. A partir del siglo IV, los cristianos describieron la Gran Persecución del reinado de Diocleciano como un baño de sangre. El Liber Pontificalis, una colección de biografías de los Papas, afirma la existencia de 17 000 mártires en un solo mes. En el siglo IV, los cristianos crearon el «culto a los mártires» en honor a los caídos. Los hagiógrafos retrataron la persecución de una manera mucho más exagerada de lo que en realidad había sido, y los cristianos responsables de estos cultos ignoraron ciertos hechos. Su «Era heroica» de mártires, o «Era de los mártires», comenzaría desde el momento del ascenso al poder de Diocleciano en 284, en lugar de 303, fecha en la que las grandes persecuciones empezaron en realidad; fabricaron un gran número de relatos de martirios (de hecho, la mayor parte de los relatos sobre martirios son falsos), exagerando los hechos y mezclando las historias reales con detalles milagrosos. De los relatos sobre martirios, únicamente los de Inés de Roma, Sebastián (martirizado hacia el siglo III), Félix y Adauto, y Marcelino y Pedro son remotamente históricos. Estos relatos tradicionales fueron cuestionadas por primera vez durante la Ilustración, cuando Henry Dodwell, Voltaire y sobre todo Edward Gibbon pusieron en duda las narraciones tradicionales sobre los mártires cristianos.
En el capítulo final del primer volumen de su obra Historia de la decadencia y caída del Imperio romano (1776), Gibbon afirma que los cristianos exageraron ampliamente la escala de las persecuciones sufridas.

Después de que la Iglesia triunfara sobre todos sus enemigos, tanto el interés como la vanidad de los cautivos los llevó a ampliar el mérito de su propio sufrimiento. Una conveniente distancia temporal y geográfica generó un ámbito para el avance de la ficción; y los casos frecuentes que pudieron ser alegados a los santos mártires, cuyas heridas fueron instantáneamente sanadas, cuya fuerza fue renovada y cuyos miembros amputados milagrosamente se recuperaron, eran extremadamente convenientes para remover cualquier dificultad y silenciar cualquier objeción. Las leyendas más extravagantes, que conducen a la alabanza de la Iglesia, fueron aplaudidas por la multitud incrédula, y al mismo tiempo apoyadas por el poder clerical y sancionadas por la prueba sospechosa de la historia eclesiástica.

A lo largo de su obra, Gibbon implica que la iglesia primitiva subvertía las tradicionales virtudes romanas, perjudicando la estabilidad de la sociedad civil. Algunos contemporáneos de Gibbon mostraron su disgusto ante las tendencias antirreligiosas de su obra y lo criticaron por escrito. El académico clásico contemporáneo Richard Porson se burló de Gibbon escribiendo que su humanidad nunca dormía, «a menos que las mujeres fuesen violadas, o se persiguiese a los cristianos».
Algunos historiadores posteriores, sin embargo, adoptaron la tesis de Gibbon y la enfatizaron más allá. El historiador marxista Geoffrey de Sainte Croix afirmó en 1954 que «la llamada Gran Persecución ha sido exagerada por la tradición cristiana a un nivel que ni el propio Gibbon podría apreciar por completo.» En 1972, el historiador eclesiástico Hermann Dörries admitió avergonzando ante sus colegas que sus simpatías estaban con los cristianos y no con sus perseguidores. W.H.C. Frend estimó que entre 3000 y 3500 cristianos fueron ejecutados durante la persecución, aunque esta cifra ha sido disputada. El historiador Min Seok Shin estima que más de 23.500 cristianos sufrieron el martirio bajo la persecución de Diocleciano, de los cuales se conocen los nombres de 850.
Aunque el número de historias verificables de martirios se ha reducido y las estimaciones totales con respecto al número de víctimas han sido revisadas a la baja, la mayoría de investigadores modernos son menos escépticos que Gibbon en relación con la gravedad de la persecución. Como afirmó el autor Stephen Williams en 1985, «incluso dejando espacio para la imaginación, lo que queda es suficientemente terrible. A diferencia de Gibbon, vivimos en una época que ha experimentado cosas similares y que sabe lo mala que es una civilizada sonrisa de incredulidad ante dichos informes. Las cosas pueden ser, y han sido, tan malas como nuestros peores sueños.»

## Algunas víctimas de la persecución
Los nombres (y los restos o reliquias) de muchas de las víctimas de la persecución fueron preservados por la memoria popular. Son venerados como mártires, y buena parte de ellos alcanzaron una gran popularidad por todo el mundo cristiano, dedicándose a sus memorias innumerables iglesias:
- Santos hermanos Verísimo, Máxima y Julia, en Lisboa († c. 303).[370]
- Expedito de Melitene († 303).
- Erasmo de Formia († 303).
- Ciriaco y Paula en Málaga († 303).
- Jorge († 303).
- Román de Antioquía († c. 303).
- Ciríaco de Atalia († 303).
- Fermín de Amiens († 303).
- Justo de Trieste († 303).
- Gabino de Cerdeña († 303).
- Engracia de Zaragoza († 303).
- Víctor de Marsella († 303 o 304).
- Eulalia de Mérida († 304).
- Marcelino (papa) († 304).
- Emerenciana en Roma († 304).
- Acisclo y Victoria en Córdoba († 304).
- Pancracio de Roma († 304).
- Lucía de Siracusa († 304).
- Vicente de Zaragoza († c. 304).
- Quirico y su madre Julita, en Tarso († c. 304).
- Justo y Pastor en Alcalá de Henares († 304).
- Cipriano y Justina de Antioquía († 304).
- Leocadia de Toledo († 304).
- Servando y Germán en Cádiz († 305).
- Pantaleón de Nicomedia († 305).
- Inés de Roma († 305).
- Narciso obispo y el diácono Félix, en Gerona († 307).
- Dorotea († 311).